# Castillo de la Villa (Cádiz)

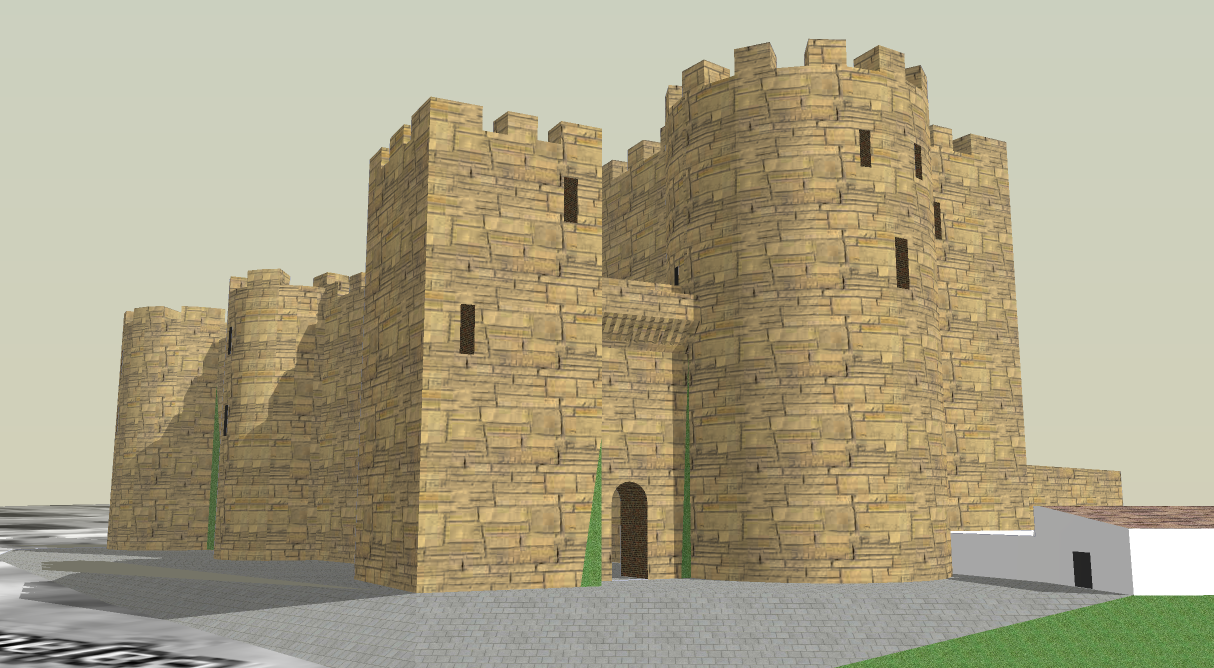
Reconstrucción digital del Castillo.

El hoy desaparecido Castillo Viejo de Cádiz, también conocido como Castillo de la Villa o Castillo del Teatro se levantó en el sitio más alto de la ciudad de Cádiz. Este lugar se llamó, en algún tiempo, El Monturrio. Hoy toda esa zona está rebajada en virtud de obras de nivelación que se iniciaron en la calle de San Juan de Dios en el siglo XVIII.

## Localización
La localización de la fortaleza, dentro del casco urbano de intramuros actual, sería la esquina SE del reducido cuadrángulo dibujado por el barrio del Pópulo, núcleo de la villa medieval y célula originaria del Cádiz moderno.
Salvando las diferencias, provocadas por las posteriores remodelaciones de este sector de la ciudad, el trayecto que recorrerían las paredes de la fortaleza sería la siguiente:
- La fachada oriental asomaba por la calle de San Juan de Dios (cuya longitud era algo inferior a la actual), ensamblándose aquí con la muralla medieval con el aún existente Arco de los Blanco.
- El lado occidental bajaría por la calle hoy llamada del Silencio.
- Al norte por la del Mesón Nuevo.
- Al sur abría frente hacia el mar, cuyo nivel por entonces era bastante más cercano a la línea de tierra que el que ofrece en nuestros días.

## Descripción general del edificio
Para la descripción del edificio, al no quedar actualmente vestigios del mismo, se han tenido que usar documentos de 1513, 1564, 1596, 1599 y 1724, así como por la fuente más completa con la que se cuenta: la reproducción del edificio en la Maqueta de Cádiz, de 1777, que se conserva en el Museo Histórico.
La planta del castillo era, más o menos, cuadrangular, de unos 43 x 25 m, aproximadamente. 

### Fachada norte
La fachada norte, actual calle del Mesón Nuevo, ocupaba unos 25 m de longitud y quedaba flanqueada por dos torres que sobresalían de la línea del muro, la oriental cuadrada y la occidental circular. Por la proximidad de las torres que la componen, esta fachada se caracteriza por su especial aspecto macizo y recogido, a lo que contribuye la estrechez del lienzo de muro que las une y la casi total ausencia de vanos en todo el frente.
La primera torre, cuadrangular, llamada Torre de las armas, es la segunda en dimensiones de todo el conjunto, con unos 10 m de lado. Quedó situada en la esquina NE y se erguía frontera al Arco de los Blanco, asomando uno de sus frentes por la calle de San Juan de Dios. La defensa del arco, que era una de las primitivas puertas de la Villa, la compartía con un torreón de la muralla medieval. Sobresalía casi 2 metros de la línea general del lienzo del muro y, al ser la más antigua, fue la primera que mostró síntomas de ruina. Sin embargo, sobrevivió en el tiempo al resto del conjunto. 
Según la maqueta de 1777, en la Torre de armas se abre una sola ventana, muy amplia, dominando el Arco de los Blanco. En el grabado de Simancas de 1513 aparece otro vano en un posible piso inferior. 
El otro extremo de la fachada, esquina NW, se flanqueó con un torreón pequeño de planta circular y 3 m de diámetro, al que se accedía desde el patio de armas por una puerta de 1,12 m de luz. Una escalera de caracol debió comunicar esta entrada con el terrado que constituía una avanzada del paso de ronda. En este frente el torreón se presenta completamente hermético, mientras que ofrece dos vanos en su cara oeste. 
Según el grabado de Simancas, el almenado del frente norte alternó merlones albardillados (en la torre de armas) y sin albardillar (en el lienzo de la muralla y en el torreón NW). En 1777 este almenado había desaparecido por completo.

### Fachada oriental
Es muy probable que este frente del edificio formara parte del primitivo Frente de Tierra con que contó la ciudad antes de desbordar los límites de la muralla. Era el frente de mayor dimensión del edificio, y se orientaba hacia la calle de San Juan de Dios, ocupando 53 m de dicha calle, hasta subir al Campo del Sur. Defendía sus esquinas con dos torres de planta cuadrada: la Torre de armas, compartida con la fachada norte, y la Torre del homenaje, en el extremo SE, donde el Castillo abría frente hacia el mar.
El lienzo de la muralla se interrumpía hacia la mitad con otro torreón, el más pequeño de todos, ligeramente inferior al descrito en la NE. No se sabe si era macizo (sirviendo, por tanto, de contrafuerte, como aparece en la maqueta de 1777) o tenía alguna escalera (en el grabado de Simancas aparece un vano). 
Entre este torreón y la Torre del homenaje se aprecia en la maqueta cómo el lienzo del muro se recrece hasta cubrir el primitivo almenado. Los seis vanos abiertos al mismo nivel de las antiguas almenas tenían la misma altura que los del torreón circular. 
Por lo que respecta al trozo de lienzo que corre entre el torreón circular y la Torre de armas, se comprueba en la maqueta que existían un total de cinco vanos: tres en el piso superior y dos en el recrecido de la muralla que logró comunicar el terrado del lienzo con el de la Torre de armas.
En este sector del muro se aprecia la ventana de mayores dimensiones del conjunto que, cegada hasta media altura, podría indicar la presencia de un balcón.
En cuanto a los arrimos, en esta fachada son visiblemente inferiores en altura a los del frente del Silencio. Uno de ellos ocultó la puerta que se abrió en el siglo XVII para entrada y salida de la pólvora de la ciudad, y que se localizaba entre el torreón circular y la Torre del homenaje. 
Finalmente, en lo que se refiere al almenaje primitivo de este frente, según el grabado de Simancas, ofrece al igual que la fachada norte merlones con albardillas en las torres del homenaje y de las armas, y sin albardillar en la muralla y en el torreón central.

### Fachada sur
Es, sin dudas, la más importante, ya que en ella se abre la entrada a la fortaleza. Con un frente longitudinal aproximadamente igual a su opuesto (25 m), se inclina, con respecto a la disposición general de la planta, de forma brusca hacia occidente, defendiendo el extremo SE con el bloque arquitectónico formado por la Torre del homenaje y una torre circular que la asistía sobresaliendo de la fachada. En la esquina SW había una torre de mucho menor tamaño, también cuadrada, que repartía el flanqueo de esta fachada con el frente occidental; entre ambas se abría la entrada, única de la construcción primitiva, que prestaba acceso directo al patio de armas.
La Torre del homenaje destaca por sus grandes dimensiones sobre el resto de la construcción. Dibuja una planta cuadrada de 12,5 m de lado y mata uno de sus vértices con el arranque de una torre circular, que se levanta tangente a ella con poco más de 6 m de diámetro, hasta formar un todo. Parece que no era más que un recurso para proteger al acceso a la Torre del homenaje: para llegar al interior era preciso acceder desde la plaza de armas al torreón circular y ascender hasta la primera planta del mismo, donde comunicaría, a su vez, con la primera planta de la torre del homenaje.
En la torre del homenaje se abren dos vanos más, muy próximos al ángulo frente a la calle de San Juan de Dios. Las cubiertas de esta torre eran, según Vicente Tofiño, abovedadas, espesas y fuertes. Otros autores (Guillén Tato, Antón Solé, Sánchez Herrero) indican que se recubrieron las salas con bóvedas de arista.
En el terrado, la torre del homenaje contaba con una casa exenta para las velas. Con el paso del tiempo esta garita cambió su techumbre provisional de caña por otra más sólida de mampostería. 
El grupo del homenaje es el punto de mayor altura del edificio, no solo por ubicarse en la cota más alta de la ciudad, sino porque el conjunto es, en sí, mucho más elevado que el resto de las torres. El almenado, según el documento de Simancas, era a base de merlones albardillados, absolutamente perdidos en 1777.
En lo que se refiere a la entrada principal, el acceso se realizaba de modo directo desde el exterior no disponiendo, al menos en la documentación de la que se dispone, de ningún vestigio de obstáculo previo. La puerta de acceso, cuyo diseño en la maqueta dibuja un perfil casi adintelado, se abre en la breve cortina de muralla con una luz aproximada de 1,40 m. En 1486, el alcaide del Castillo entregó al administrador en Cádiz de Rodrigo Ponce de León un doble juego de llaves que abrían esta puerta.
Este acceso se protegió con una cornisa amatacanada que volaba sobre la puerta hasta tocar las dos torres que la flanqueaban, es de decir, el torreón cuadrado del SW y la torre circular que se adosaba a la del homenaje, de tal manera que el aspecto de la fachada en conjunto sería un frente casi compacto torreado con tres cuerpos, sin apenas cortina de muralla, salvo la existente entre la torre circular y la cuadrada menor, avanzando ambas para abrigar la entrada.
El torreón SW también presenta planta cuadrada. Comparado con el grupo del homenaje es de menor entidad, tanto en altura como en dimensiones (7 m de lado). La organización interior, sin embargo, es paralela: dos plantas y entrada a nivel del patio de armas.
El paso de ronda discurría sobre la cornisa amatacanada, apreciándose una entrada a nivel del primer piso de la torre circular. Este torreón circular compartía el terrado con la del homenaje. Abría hacia el sur un vano de medianas dimensiones e inmediatamente, en la línea inferior a él, aparece otra abertura que parece ser un tragaluz. Esta abertura es gemela en altura y forma a otro tragaluz abierto en la Torre del homenaje en su cara sur.
No hay indicios del almenado que primitivamente debió rematar este torreón, aunque debió abrir una saetera en el ángulo exterior donde se ensamblaba con la torre del homenaje, pues de lo contrario la sección del frente contiguo a esta última hubiera quedado sin batir.
Al pie de este torreón circular se ubicó un postigo que comunicaba con las dependencias anejas del exterior del Castillo. 
En cuanto a los arrimos de que fue objeto casi todo el perímetro de la fortaleza, en esta fachada solo se constata la presencia de uno. No se conoce la fecha de construcción, aunque sería posterior a 1648, puesto que ciega el postigo que se localizaba al pie de la torre circular y que en esta fecha estaba aún abierto.

### Fachada occidental
Bajaba por la calle del Silencio. Es la que tiene menor importancia, dado que se encontraba en el interior de la Villa. Arrancaba de la torre cuadrada de la esquina SW, de donde partía el lienzo de muro más largo de todo el conjunto, interrumpido por un torreón circular de proporciones y disposición parecidas al descrito en la fachada norte, con el cual enlazaba dando paso a la misma. Este torreón tenía dos ventanas en esta fachada occidental, una en cada planta de las dos que parece tener. 
Fue objeto de numerosos arrimos de estructuras parásitas. Son de mayor envergadura que en las restantes, presentando doble planta. Llegaron a alcanzar en altura, aproximadamente, hasta la mitad del alzado y se cubrieron con un tejadillo a un agua adosado al paramento, cuyo nivel, como su fachada homóloga de S. Juan de Dios, también aparece visiblemente recrecido con respecto a la altura de la antigua muralla medieval.
El torreón NW tenía almenado sin albardillar. El pequeño cubo central aparece sin merlones de ningún tipo. Puede ser que este torreón, al quedar completamente sumergido en el interior de la Villa, no contase con almenaje alguno desde un principio. 
En cuanto a la torre cuadrada, común a la fachada sur, se remata con merlones albardillados.

### Organización del espacio interior
El Castillo contaba con un reducido patio de armas, que se redujo todavía más por la sucesiva construcción de viviendas en su interior, que acabaron prácticamente por cegarlo. Primitivamente debió ocupar casi la totalidad del espacio delimitado por las torres.
En 1592 el patio abierto se reducía ya a 332 m². En él, y al pie de la cara interior de la torre del homenaje, se abría un aljibe de planta cuadrada protegido por un murete a modo de brocal. Su insuficiencia quedó patente en la Toma y saqueo de Cádiz de 1596 cuando una de las razones que se aducen para justificar la inexplicable rendición, es la escasez de agua.
A finales del siglo XVI se abrieron en el interior tres dependencias de planta rectangular, aunque de diferente tamaño. Todo parece indicar que no son coetáneas (al menos la primera con respecto a las otras dos), aunque las tres presenten el acceso paralelo al frente de la muralla occidental. Todos los indicios apuntan a que se cubrieron con una estructura adintelada.
La primera de estas dependencias se construyó en 1485. No hay constancia de que tuviera en su día dos plantas. Se edificó en la cara interior de la muralla, en su esquina NE, de manera que aprovechaba como paredes el lienzo norte por un lado y la cara interior de la torre de armas por otro. Ocupó un espacio de unos 11 m² y aprovechó el hueco de una escalera para ganar amplitud. La escalera que quedaba en el exterior comunicaba el patio con la azotea de la torre de armas y con el paso de ronda.
La segunda estancia, que quedaba separada de la anterior por la misma escalera, era ligeramente menor de tamaño que ella, y compartía un muro con la tercera, que es la de mayores dimensiones de las tres (28 m², aproximadamente). 
En el siglo XVIII las estancias se habían multiplicado y subdividido hasta presentar un total de nueve dependencias abiertas, además de la habilitación de los aposentos de las torres para vivienda. De esta forma puede decirse que, cuando el Castillo albergó la Academia de Guardias Marinas, quedó cubierto en las tres cuartas partes de su totalidad.
En la maqueta lo que más llama la atención es la puerta que presenta el acceso a las dependencias interiores, que traza un medio punto muy peraltado. Dos puertas más aparecen abiertas en el patio de armas: la una al pie de la torre circular de la fachada sur y la otra en el frente de San Juan de Dios. 
Sobre las torres del homenaje y de las armas se levantaron sendas casetas exentas, de reducido tamaño, y cubiertas de pequeñas cúpulas. La del homenaje es la evolución de otra que para las velas existía ya desde 1485. El perfil de ambas está mucho más cerca de las clásicas torres-miradores de Cádiz que de la silueta de una garita de vigilancia.

### Evolución de la merlatura y del almenaje
En lo que se refiere a la cubierta, el grabado de Simancas la representa con merlones albardillados piramidales, muy frecuentes en Andalucía, y que normalmente se atribuyen a una pervivencia mudéjar de significación estética. El grabado establece incluso una diferencia entre dos órdenes de merlones: mientras los de los lienzos de muralla aparecen sin albardillas, los de las torres se rematan con cuerpos piramidales, idénticos a los de la muralla medieval.
En la maqueta de 1777 tan solo el torreón circular ubicado en el centro de la muralla de San Juan de Dios conserva el almenado primitivo.
La presencia de la alternancia y diferenciación entre dos órdenes de merlones distintos, albardillados para las torres cuadradas y sin albardillar los cubos circulares, hacen pensar sobre la existencia de dos etapas diferenciadas de construcción: una primera en tiempos de Alfonso X, coetánea a la edificación de la cerca, que correspondería a las torres cuadradas, y una segunda, coincidente en cronología con los años del señorío de los Ponce de León.

### Construcciones anexas
En la fachada sur, delante de la torre del homenaje, existían dos construcciones anexas construidas al mismo tiempo que el resto del edificio. Son dos estancias de altura indeterminada (aunque más bajas que la muralla), destinadas a albergar los ganados (carneros y ovejas) y las caballerizas, respectivamente. 
La primera está adosada a la torre del homenaje. Tenía una superficie total de 20 m² y a ella se accedía por la zona del Campo del Sur, al final de la calle de San Juan de Dios. 
A la segunda estancia se accedía por una puerta abierta mirando a la entrada del Castillo.

## Historia
Fray Pedro de Abréu e Hipólito Sancho de Sopranis admitieron no saber a ciencia cierta si fue levantado por el rey Alfonso X o por Rodrigo Ponce de León, I duque de Cádiz, a quien algunos le llaman tan solo un reconstructor. Agustín de Horozco afirmó que "el anfiteatro romano de la Huerta del Hoyo se desbarató para labrar el castillo con sus piedras."

### Señorío
Un documento del 14 de agosto de 1471, producido por Pedro de Pinós, entonces alcaide del castillo y ciudad de Cádiz, indica que lo mandó construir el duque de Cádiz (aún siendo conde):

Pedro de Pinós, alcaide y asistente de la ciudad de Cádiz por el conde de Arcos y veinticuatro de Jerez, da al deán y cabildo de Cádiz unas casas que tiene en ella a cambio de una casa que poseen dentro del castillo que mandó construir el señor Rodrigo Ponce de León.
 Archivo de la Catedral de Cádiz, doc. número 107, Cádiz, 14 de agosto de 1471.

El castillo le servía al Marqués más de almacén que de arsenal y fortaleza defensiva. El 13 de noviembre de 1486, conforme a una carta del Marqués del 17 de octubre, el alcalde del castillo, Pedro Despinosa lo entregaba al administrador, Lope Díaz de Palma. El castillo contenía tres asientos de molinillos de mano con su aderezo, cinco tinajas para vino, 354 corchos de carbón, dos llaves de la puerta grande, una del postigo, otra de la puerta de la escalera, etc. No hay referencia a ningún tipo de armas. 
En 1485 se construyó una sala nueva en la fortaleza y un pretil sobre las cámaras de la torre vieja. En 1486, el administrador compró seis haces de cañas para tejar la casa que está para las velas encima de la torre del homenaje.

### Jurisdicción real
Al reincorporarse la ciudad a la corona de Castilla el 27 de octubre de 1493, se estipula la entrega, por parte de los herederos del Duque, de la ciudad y su fortaleza. Ya en poder de la corona el castillo se fue deteriorando. Por un documento del siglo XVI, sin fecha, se sabe que una de sus torres, la llamada de las armas, estaba a punto de caerse. En 1592, Felipe II dirigía una carta a la ciudad de Cádiz, preguntando por lo que estaba mal y había de ser reparado. El lento caminar de las obras de reparación provocó que cuando el Duque de Essex tomó la ciudad en 1596, el Castillo de la Villa estuviese prácticamente en las mismas condiciones de indefensión. Seguía sin artillar, puesto que con la construcción de las otras defensas con las que contaba Cádiz en aquellos momentos (castillo de San Lorenzo del Puntal, Batería de San Felipe y el castillo de Matagorda), se pensaba que sería suficiente. Durante el saqueo de 1596 el Castillo de la Villa sirvió como bastión defensivo, más que atacante, puesto que no estaba en disposición de devolver el fuego de artillería enemigo. Tan solo los disparos de arcabuces desde las almenas intentaron contener el avance angloholandés. Los 17 días de asedio habían servido para probar la vulnerabilidad de la plaza de Cádiz. A partir de entonces, con toda propiedad, al Castillo de la Villa comenzó a denominarse Castillo Viejo. Se pensó incluso en aprovechar la obra como una posible cantera para las edificaciones defensivas que, con la mayor urgencia, comenzaron a levantarse en la ciudad. No se sabe cuál fue el motivo, a pesar de varias disposiciones dadas (incluso una del propio Felipe II) pero la realidad es que el Castillo Viejo no llegó a demolerse.
En 1599 se trasladó al castillo la pólvora y munición de la plaza de Cádiz. Allí permanecieron hasta 1648, probablemente en los aposentos bajos de las torres y en almacenes levantados en el patio de armas. En 1701, en un nuevo intento de ataque a la Plaza, se sacó la pólvora del almacén que la ciudad había construido y que, al parecer, se hallaba en muy mal estado, llevándola otra vez al Castillo Viejo.
En 1717 se iniciaron unas obras para acondicionar el Castillo Viejo como sede de la recién creada Real Compañía de Caballeros Guardias Marinas, aunque no llegaron a acuartelarse hasta 1719. 
En 1751 Jorge Juan y Santacilia tomó posesión del mando de la Escuela Naval. Desde ese momento la vieja torre del homenaje del Castillo de la Villa se convirtió en uno de los más prestigiosos centros de observación astronómica de su tiempo. A partir de la llegada de Jorge Juan, la Academia de Cádiz conoció la más fructífera de sus etapas. El progresivo aumento del número de cadetes obligó a la Academia a demandar continuamente la ampliación de sus dependencias que, por estos años, casi monopolizaba la rinconada de detrás del barrio del Pópulo. 
A partir de 1769 y con el traslado de la Academia a la Isla de León, la ciudad toma posesión de todas las dependencias que hasta entonces había mantenido la Marina, a excepción del castillo que aún permanecería bajo jurisdicción real treinta años más, puesto que hasta 1798 no se trasladaron los instrumentos del Observatorio Astronómico de Cádiz de la torre del homenaje. A partir de entonces el Castillo pasó a denominarse Castillo del Observatorio.
Desde ese año y hasta 1872 se asiste al progresivo desmoronamiento y práctica desaparición del, hasta entonces, Castillo Viejo de Cádiz. En 1858 el escritor Adolfo de Castro denunciaba que del Castillo de Guardias Marinas, llamado en otro tiempo de la Villa, "hoy sólo se conserva el solar y mañana apenas se conservará la memoria". En 1872 se instaló en el solar el Asilo de la Infancia. 
En 1887, quince años después de la instalación del Asilo, Vera y Chillier escribía: "El antiguo Castillo de la villa existió, aunque derruido, hasta hace no muchos años. No obstante, y durante bastantes años más, los antiguos lienzos sobrevivirían enmascarados en las paredes del nuevo edificio del Asilo de la Infancia, hasta que la explosión de un polvorín de la Armada en 1947 desahuciara los ya escasísimos vestigios.